# Trận Umm Qasr
Trận Umm Qasr là cuộc đối đầu quân sự đầu tiên của Chiến tranh Iraq. Vào lúc bắt đầu Chiến tranh Vùng Vịnh lần hai, một trong các mục tiêu là cảng Umm Qasr. Ngày 21 tháng 3 2003, lực lượng Đồng minh tiến qua nam Iraq và hải quân Mỹ chiếm được hải cảng mới Umm Qasr, tận dụng thêm vài ngày nữa trong giao chiến khắp thành phố cũ phần của Umm Qasr chạm trán sự kháng cự mãnh liệt.
Sư đoàn bộ binh số 3 dùng pháo tấn công quân đội Iraq trên sa mạc phía nam, sát biên giới với Kuwait. Tiếng nổ ầm vang toàn khu vực, bầu trời lóe lên những ánh sáng trắng. Sư đoàn Không vận 101 chuyển xe tải, máy bay tiếp dầu và các phương tiện quân sự trong đêm. Lính thủy đánh bộ đang tiến vào đất nước vùng Vịnh từ biên giới phía đông nam với Kuwait, thì chạm trán với hai xe bọc thép của Iraq. Họ đã phá hủy những phương tiện này. Cuộc chiến nhằm lật đổ Tổng thống Saddam Hussein đang leo thang.
Binh lính Anh đã tiến vào bán đảo Al Faw ở nam Iraq, giữa thành phố Basra và vịnh Ba Tư, nhưng chưa chiếm giữ thành phố biên giới Umm Qasr. Đây là khu vực quan trọng đối với ngành công nghiệp dầu mỏ Iraq.
Trong khi đó, hầu như không thấy thường dân ở thành phố 45.000 dân này. Tuy nhiên, đèn vẫn sáng ở các toà nhà chung cư. Sư đoàn Không vận số 7 Mỹ đã tiến sâu vào Iraq 160 km và đã chiếm được 2 sân bay quan trọng ở tây Iraq.
Umm Qasr đã nằm trong tay liên quân và tuyên bố mở của ngày 25 tháng 3 năm 2008. Đây sẽ là một trong những con đường tiếp nhận viện trợ nhân đạo vào Iraq. Thiết bị phá mìn của Anh sẽ mở một con đường an toàn vào Umm Qasr trước khi tàu vận tải vào cảng. Lính Anh và Mỹ cũng ở ngoại ô Basra, thành phố lớn nhất miền nam Iraq.